# Radsport-Europameisterschaften 2022
Folgende Europameisterschaften im Radsport wurden 2022 ausgetragen:
- UEC-Bahn-Europameisterschaften 2022
- UEC-Straßen-Europameisterschaften 2022
- BMX-Freestyle-Europameisterschaften 2022
- Mountainbike-Europameisterschaften 2022

Siehe auch:
- Europameisterschaften 2022
- Radsport-Europameisterschaften 2018